# Doña Perfecta
Doña Perfecta és una de les obres més importants de l'escriptor espanyol Benito Pérez Galdós. Fou escrita l'any 1876 i pertany al corrent literari del Realisme.

## Argument
La història té lloc al fictici poble d'Orbajosa, on els seus habitants encara s'aferren a les seues tradicions i s'oposen als principis del liberalisme.
Pepe Rey, un jove amb una excel·lent formació acadèmica i idees liberals, arriba a aquest poble per casar-se amb la seua cosina Rosario. Rosario és filla de Doña Perfecta, una dona molt influent i estimada per tots. Malgrat haver de casar-se per voluntat dels seus respectius pares, els dos jóvens no tardaran a estar profundament enamorats l'un de l'altre. No obstant això, aquest amor es veurà enterbolit per les maquinacions de Don Inocencio, el penitenciari, el qual tractarà d'enfrontar a Pepe Rey amb la seua tia per obligar-lo a marxar-se'n i deixar via lliure a que el seu nebot Jacinto es case amb Rosario.
Finalment, aquesta conspiració, unida al menyspreu i l'odi dels orbajonencs cap a les idees de Pepe Rey, acabarà amb el tràgic assassinat del jove a mans de Doña Perfecta.

## Anàlisi
Doña Perfecta és una novel·la realista que tracta de reflectir la situació social i política en Espanya durant la segona meitat del segle XIX. Descriu dues visions del món oposades: una visió liberal, europeïtzada, amb esperit igualitari i centrada en la metròpoli, encarnada pel jove Pepe Rey, i una visió tradicionalista, regional, provinciana, aferrada a les costums religioses i, a vegades, fanàtica, encarnada per Doña Perfecta i els habitants d'Orbajosa. Aquestes dues visions entraran en conflicte i seran l'origen de molts odis i intoleràncies.